# اچ‌ام‌اس دیانا (۱۷۹۴)
اچ‌ام‌اس دیانا (۱۷۹۴) (به انگلیسی: HMS Diana (1794)) یک کشتی است که طول آن ۱۴۶ فوت ۳ اینچ (۴۴٫۶ متر) می‌باشد. این کشتی در سال ۱۷۹۴ ساخته شد.